# Лян (династия)
Династия Лян (кит. упр. 梁朝, пиньинь Liáng cháo) (502—557), также известная как Южная Лян (南梁), была третьей из числа Южных династий в Китае, которую сменила династия Чэнь. Столицей был город Цзянькан, расположенный на территории современного Нанкина. Основателем династии был Сяо Янь из клана Сяо, который сначала взял в свои руки управление делами династии Южная Ци, а потом сместив императора создал свою династию как император У-ди. У-ди правил 47 лет до глубокой старости, в 548 году генерал Хоу Цзин из Восточной Вэй поднял мятеж, попросил подданства у Лян, а потом поднял мятеж против Лян, в результате занял императорский дворец  в 549 году и стал распоряжаться императорами, смещая их один за другим. В 552 в результате восстания Хоу Цзин был убит, на трон вступил Сяо И, однако его правление и правление последующих двух императоров было краткосрочно и заканчивалось насильственным свержением.
Династия Западная (или Поздняя) Лян (西梁), со столицей в Цзянлине, основанная в 555 г. императором Сюань-ди, внуком основателя династии Лян императора У-ди, претендовала на то, чтобы считаться законной наследницей Лян; она последовательно подчинялась государствам Западная Вэй, Северная Чжоу, и Суй, и была ликвидирована императором Вэнь-ди в 587 г.
Дата окончания правления династии Лян вызывает споры среди историков. Многие считают этой датой конец царствования императора Цзин-ди в 556 г., когда он был принужден уступить трон Чэнь Басяню, основателю династии Чэнь.  Другие выдвигают в качестве такой даты ликвидацию Западной Лян в 587 г.

## Императоры Лян
| Посмертное имя                                                   | Личное имя                       | Годы правления | Девиз правления (年號 niánhào) и годы |
| ---------------------------------------------------------------- | -------------------------------- | -------------- | --- |
| Исторически наиболее употребительная форма: Лян + посмертное имя |                                  |                | |
| У-ди 武帝 Wǔdì                                                   | Сяо Янь 蕭衍 Xiāo Yǎn            | 502—549        | - Тяньцзянь (天監 Tiānjiān) 502—519 - Путун (普通 Pǔtōng) 520—527 - Датун (大通 Dàtōng) 527—529 - Чжундатун (中大通 Zhōngdàtōng) 529—534 - Датун (大同 Dàtóng) 535—546 - Чжундатун (中大同 Zhōngdàtóng) 546—547 - Тайцин (太清 Tàiqīng) 547—549 |
| Цзянь Вэнь-ди 簡文帝 Jiǎnwéndì                                   | Сяо Ган 蕭綱 Xiāo Gāng           | 549—551        | - Дабао (大寶 Dàbǎo) 550—551 |
| Юйчжан-ван 豫章王 Yùzhāngwáng                                    | Сяо Дун 蕭棟 Xiāo Dòng           | 551—552        | - Тяньчжэн (天正 Tiānzhèng) 551—552 |
| Юань-ди 元帝 Yuándì                                              | Сяо И 蕭繹 Xiāo Yì               | 552—555        | - Чэншэн (承聖 Chéngshèng) 552—555 |
| Чжэньян-хоу 貞陽侯 Zhēnyánghóu                                   | Сяо Юаньмин 蕭淵明 Xiāo Yuānmíng | 555            | - Тяньчэн (天成 Tiānchéng) 555 |
| Цзин-ди 敬帝 Jìngdì                                              | Сяо Фанчжи 蕭方智 Xiāo Fāngzhì   | 555—557        | - Шаотай (紹泰 Shàotài) 555—556 - Тайпин (太平 Tàipíng) 556—557 |

| Храмовое имя (廟號 miàohào) | Посмертное имя (諡號 shìhào)                           | Личное имя             | Годы правления | Девиз правления (年號 niánhào) и годы |
| --- | ------------------------------------------------------ | ---------------------- | -------------- | ------------------------------------- |
| Исторически наиболее употребительная форма: Си (Западная) Лян + посмертное имя                                                                 |                                                        |                        |                |                                       |
| Примечание: некоторые историки считают Си Лян продолжением династии Лян, так как она была основана потомками Сяо, правящего рода династии Лян. |                                                        |                        |                |                                       |
| Чжун-цзун 中宗 Zhōngzōng | Сюань-ди 宣帝 Xuāndì                                   | Сяо Ча 蕭察 Xiāo Chá   | 555—562        | - Дадин (大定 Dàdìng) 555—562         |
| Ши-цзун 世宗 Shìzōng | Сяо Мин-ди 孝明帝 Xiàomíngdì                           | Сяо Куй 蕭巋 Xiāo Kūi  | 562—585        | - Тяньбао (天保 Tiānbǎo) 562—585      |
| отсутствует | Сяо Цзин-ди 孝靜帝 Xiàojìngdì или Цзюй-гун 莒公 Jǔgōng | Сяо Цун 蕭琮 Xiāo Cóng | 585—587        | - Гуанъюнь (廣運 Guǎngyùn) 562—585    |

## Архитектурное и культурное наследие

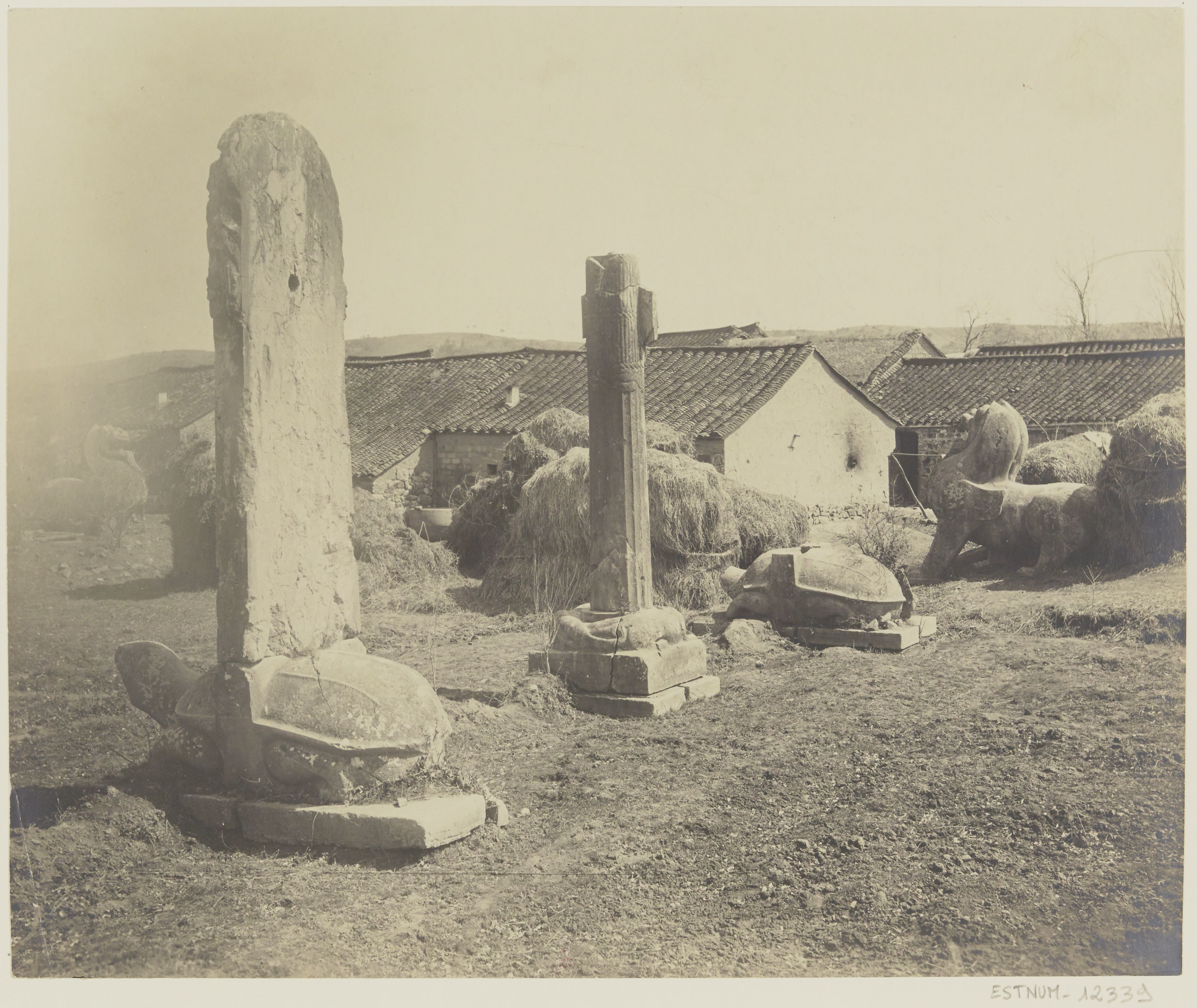
Часть скульптурного ансамбля у гробницы Сяо Сю. Фото Виктора Сегалена (1917 г)

Памятники, относящиеся к захоронениям императоров и членов императорского дома династии Лян, сохранились в ряде мест под Нанкином. Наиболее сохранившимся считается ансамбль стел и статуй у гробницы Сяо Сю (Принца Кан), скончавшегося в 551 г. младшего брата первого императора Сяо Яня. Он включает ранние образцы черепах биси, несущих стелы; по мнению историков, первоначально их было четыре.